# Пырванова, Зорка
Зорка Петрова Пырванова (болг. Зорка Петрова Първанова; 4 мая 1958, Разлог, Болгария) — болгарский историк и супруга четвёртого Президента Болгарии Георгия Пырванова.

## Биография
1982 год — окончила Исторический факультет Софийского университета имени Св. Климента Охридского по специальности «История и этнография».
С 1989 года — доктор истории.
1997—1999 — преподаватель в Варнском свободном университете и Славянском университете в Софии. Научные исследования посвящены национальным проблемам на Балканах в XIX и XX веках. Автор 20 публикаций и монографий.
С 1994 года — научный сотрудник 1-й степени Института балканистики Болгарской академии наук.
С 2002 года — старший научный сотрудник 2-й степени Института балканистики Болгарской академии наук.

## Общественная деятельность

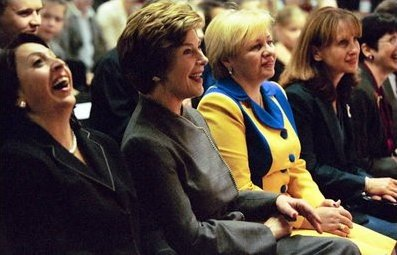
2003 год. Первые леди Армении (Белла Кочарян), США (Лора Буш), России (Людмила Путина) и Болгарии (Зорка Пырванова)

Занимается проблемами детей и женщин, противодействия распространению наркотиков, вопросами культуры.
Является:
- Почётным председателем Национальной молодёжной организации по борьбе против наркотиков.
- Членом Национального комитета «Женщины и наука»
- Почётным патроном Варнского международного балетного конкурса.
- Почётным патроном Летней музыкальной академии «Русалка».

## Семья
Зорка Пырванова и Георгий Пырванов имеют двух сыновей:
- Владимир Пырванов
- Ивайло Пырванов

Владимир — ученик Французской гимназии в Софии, а Ивайло — ученик Итальянского лицея в Софии.

## Награды
- Большой крест ордена Генриха Мореплавателя (Португалия, 2002)[1]
- Орден Полярной звезды (Швеция, 2007)[2]
- Большой крест королевского ордена «За заслуги» (Норвегия, 2006)[3]
- Большой крест ордена «За гражданские заслуги» (Испания)
- Орден Трех Звезд 1 класса (Латвия, 25 ноября 2003 года)[4]
- Орден Креста земли Марии I степени (Эстония, 30 мая 2003 года)[5]
- Орден «Дустлик» (Узбекистан, 18 ноября 2003 года)[6]